# Bleek cypergras
Bleek cypergras (Cyperus eragrostis) is een vaste plant die behoort tot de cypergrassenfamilie (Cyperaceae). De plant komt van nature voor in Zuidamerika en is in Europa een neofyt.  Het aantal chromosomen is 2n = 42.
De plant wordt 40-80 cm hoog en heeft korte, houtige wortelstokken. De kale stengels zijn rond tot afgerond driehoekig. Het ruwe blad is 25-50 cm lang en 4-10 mm breed en vlak of gekield.
Bleek cypergras bloeit vanaf juni tot in oktober. De bloeiwijze bestaat uit drie tot tien, gesteelde aren, die 2,5-5 cm lang zijn. Hieronder staan vier tot acht horizontale tot licht opstijgende,3–30 cm lange en 1,5–8 mm brede  schutbladen die beduidend langer zijn dan de bloeiwijze. De aren zijn bolvormig en bestaan meestal uit 30-50 aartjes. Deze zijn langwerpig ovaal, ongeveer 3 mm breed en 5-20 mm lang en witachtig groen van kleur tot vooral aan de basis, beige of goudbruin. De aartjes bevatten meestal 20-30 bloemen en zijn aan beide zijden afgeplat en gekield. De bloem heeft één meeldraad en drie stempels. De helmknoppen zijn 1-1,2 mm lang en de stijlen 1-1,2 mm.
De driehoekige vrucht is een zwart of donkerbruin, 1,2-1,4 mm lang en 0,5-0,6 mm breed nootje met een  0,2-0,3 mm lange snavel. Op het oppervlak zitten puntjes.

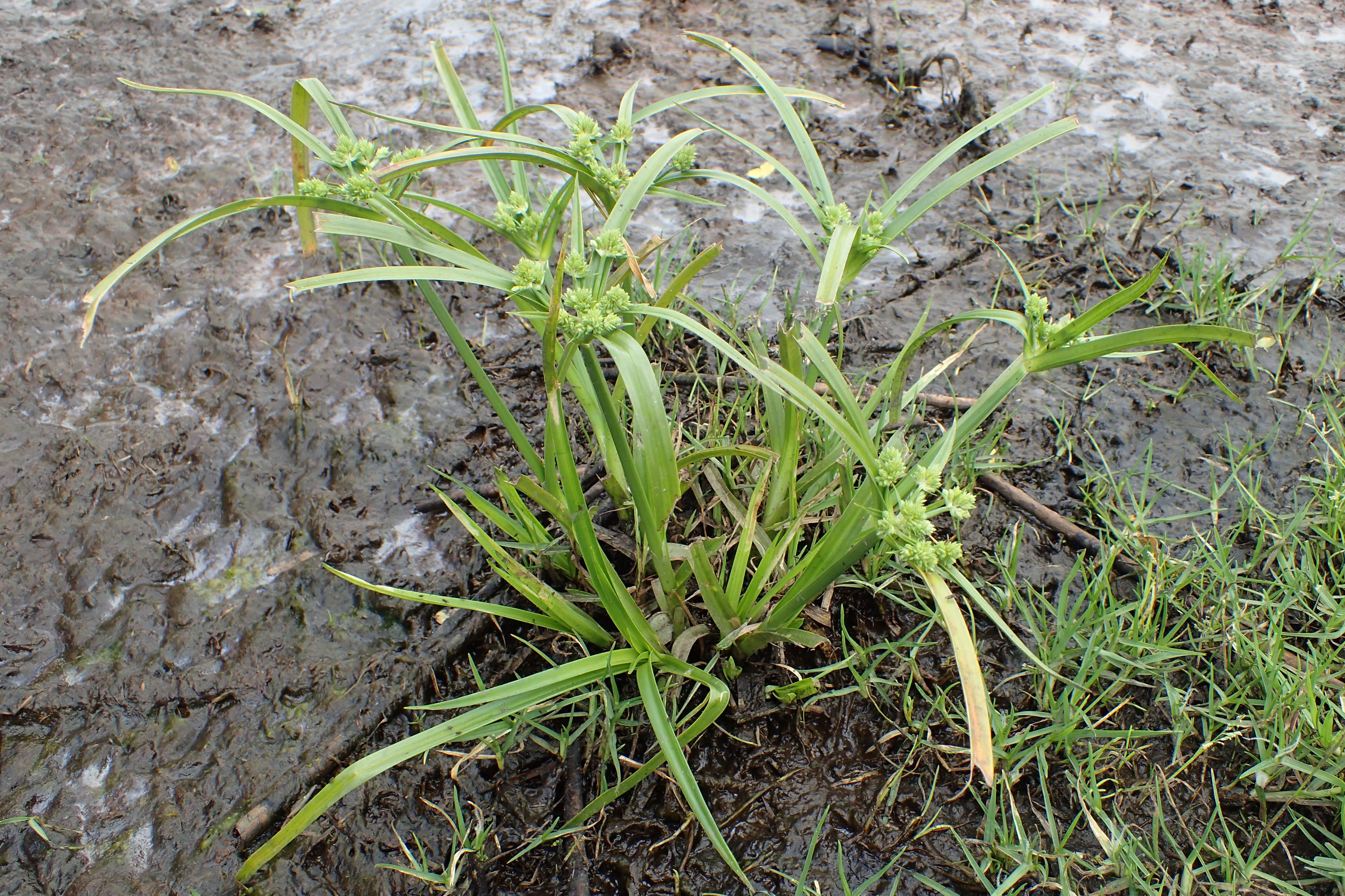
Plant
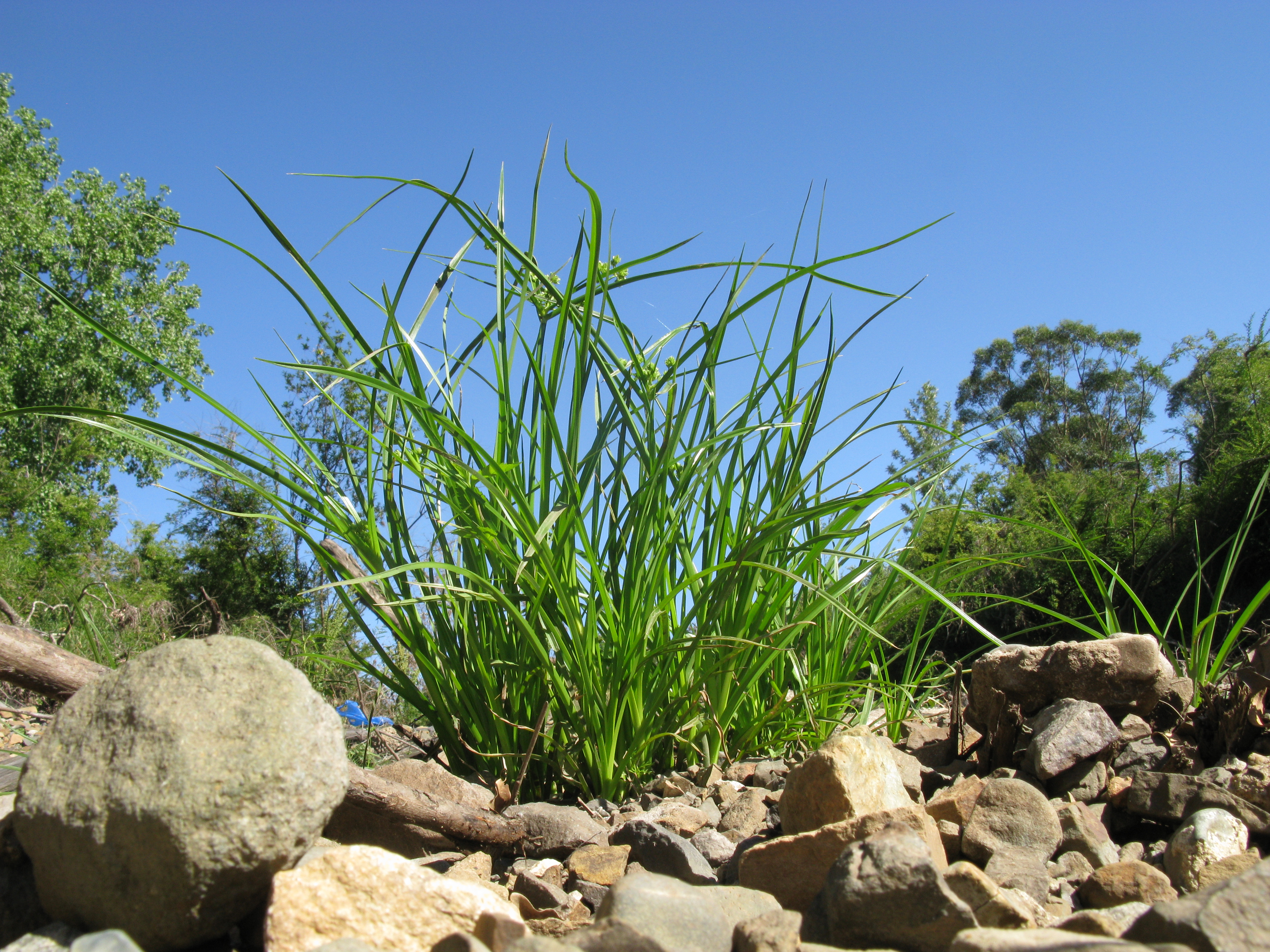
Planten
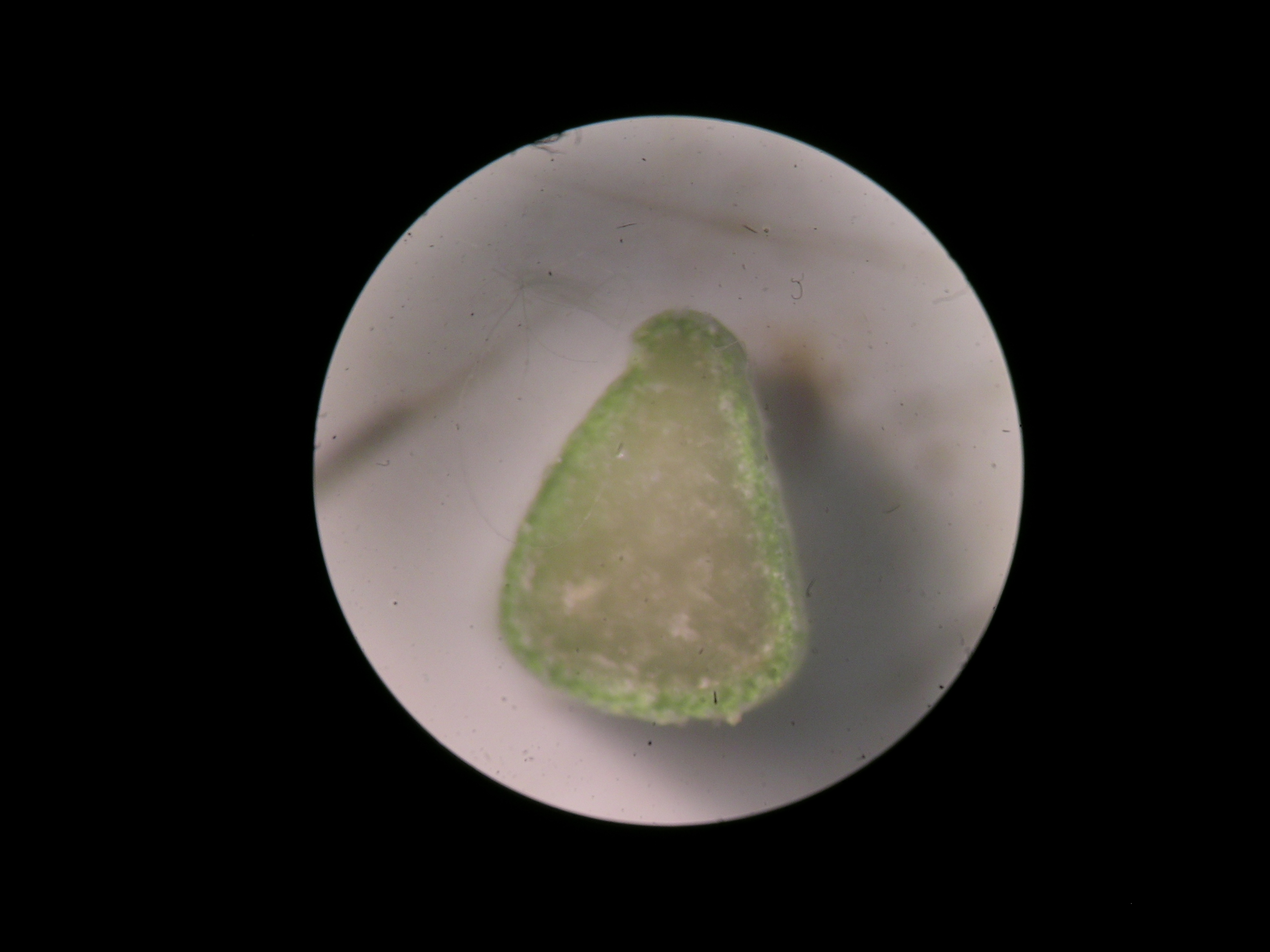
Dwarsdoorsnede stengel
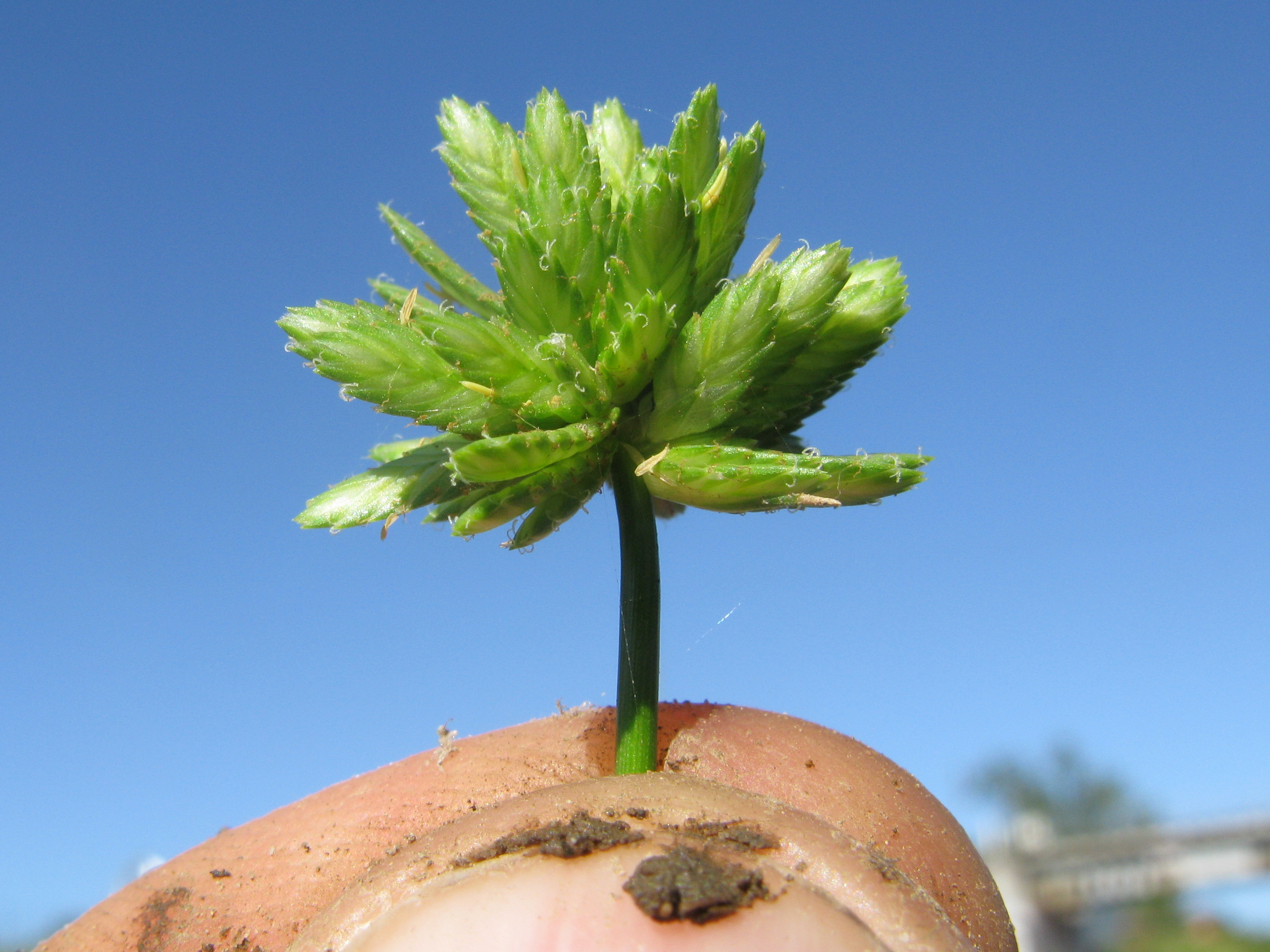
Aar
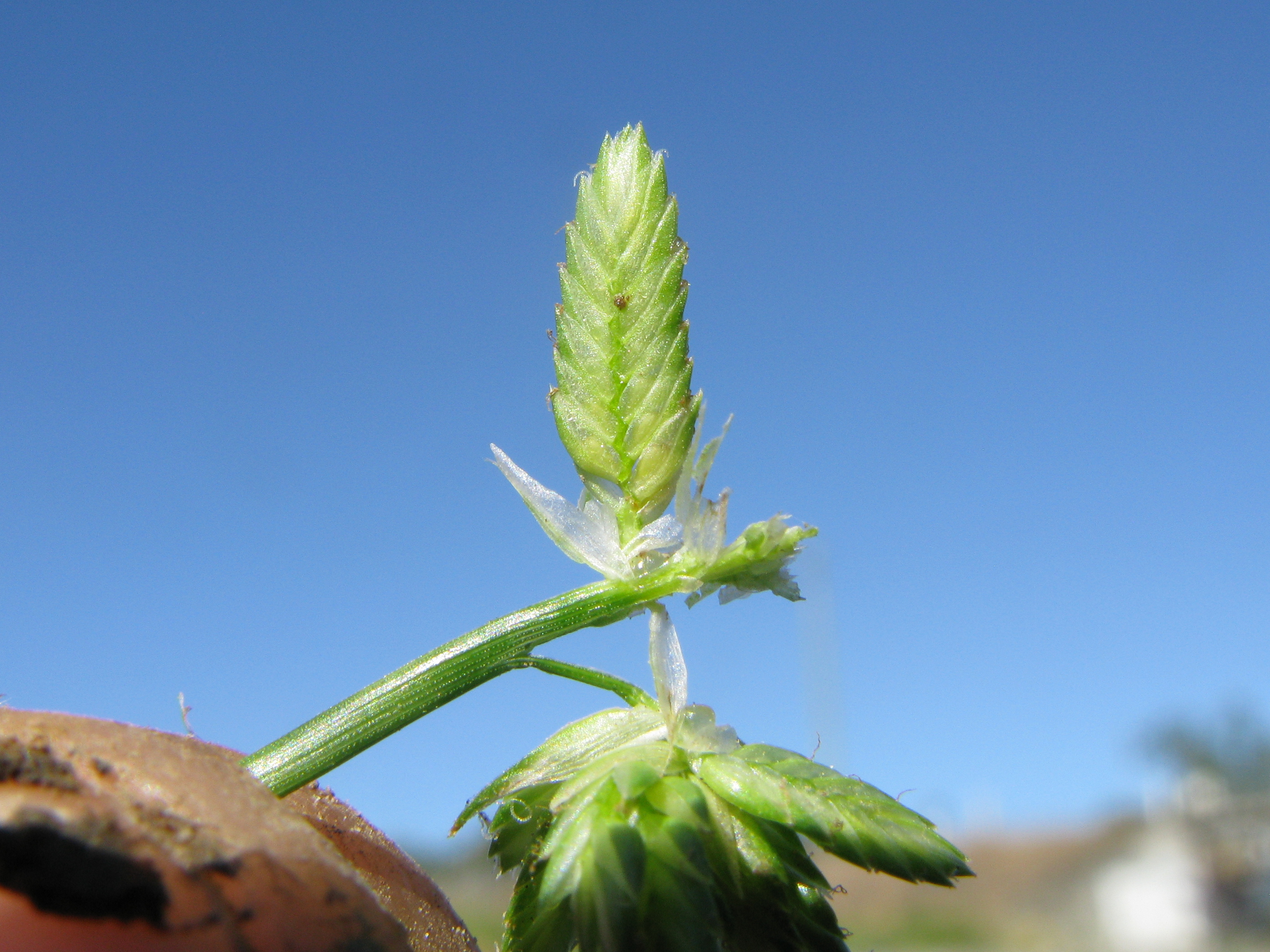
Aartje
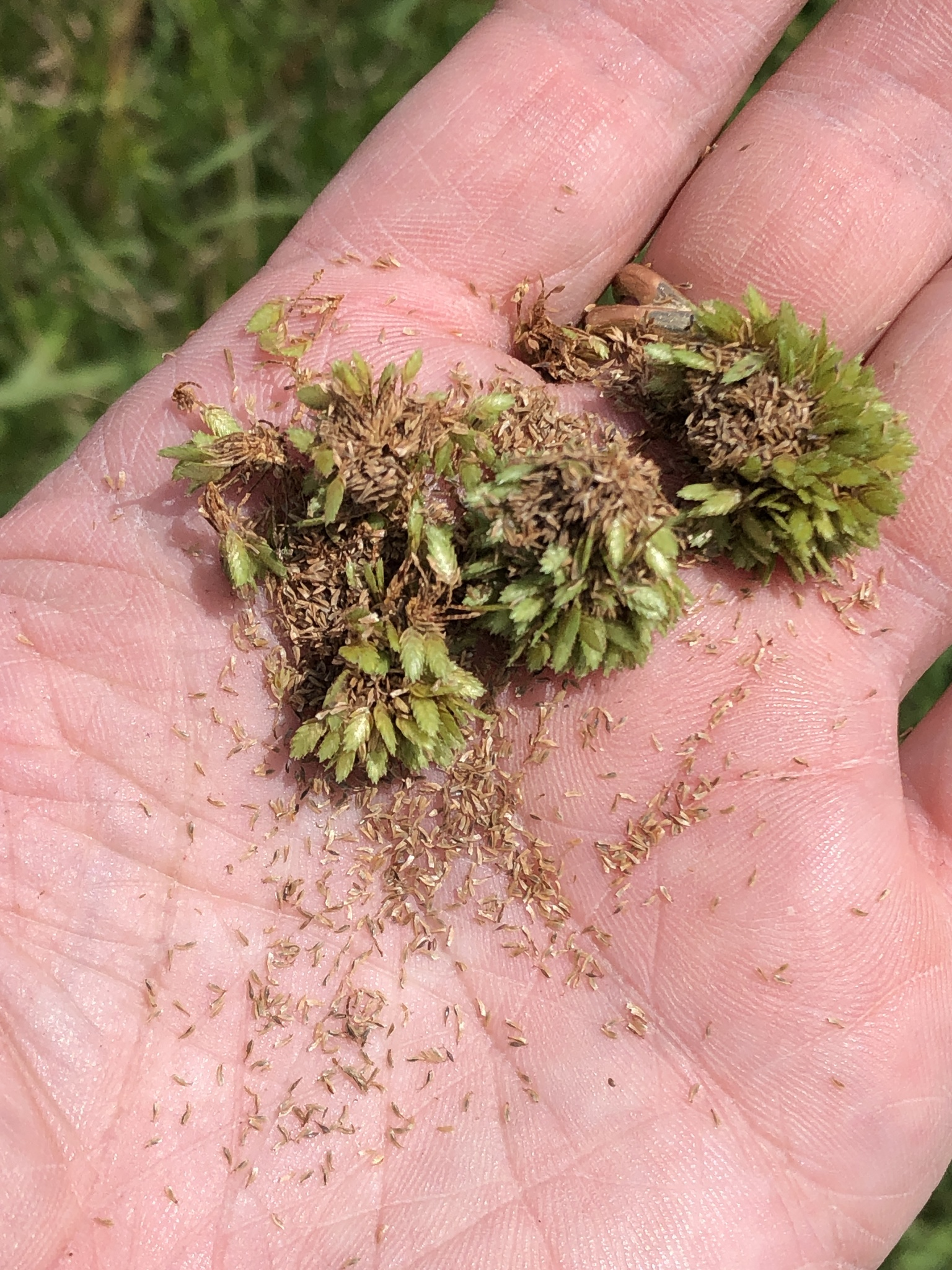
Vruchten en bloeiwijzen

Bleek cypergras komt vooral voor op warme, modderige plaatsen, maar kan ook tussen stenen voorkomen.